# Onthophagus binodosus
Onthophagus binodosus là một loài bọ cánh cứng trong họ Bọ hung (Scarabaeidae).